# 舒應龍
舒應龍（1541年—1615年），字時見，號中陽，廣西 桂林府全州民籍，柳州府賓州人，明朝政治人物。

## 生平
嘉靖三十七年（1558年）戊午科廣西鄉試第十三名舉人。嘉靖四十一年（1562年）中式壬戌科會試第十二名，三甲第四十六名進士，授廣東東莞縣知縣。隆庆四年（1570年）十二月由吏部验封司员外郎升为湖广布政司左参议，萬曆元年（1573年）二月升山东副使、整饬徐州等处兵备，四年十二月升浙江左參政，六年十二月升河南按察使，歷官陝西按察使，八年正月升福建右布政使，九年五月轉本省左布政使，十年七月調浙江。十一年九月升太僕寺卿，十二月升都察院右副都御史、巡抚贵州兼督理湖北川东等处军务，十四年十二月升南京大理寺卿，十五年十月升南京工部右侍郎，十二月改户部右侍郎兼佥都御史、总督漕运，十八年三月累官至南京工部尚書，八月改南京户部尚書，十九年二月改南京兵部尚書。万历二十年（1592），召入京，加工部尚书，总督河道管理军务，二十二年九月回工部管事，加太子少保。因水患泛滥，危及明祖陵，万历二十三年（1595年）四月，被革职为民。
万历三十九年（1611年），起为兵部尚书，协理京营戎政，致仕归，万历四十三年（1615年）卒，年七十五岁。

## 家族
曾祖舒綱，教諭；祖父舒文奎，知縣；父舒烈，母袁氏。具慶下。
子舒弘志，探花。
| 官衔                 | 官衔                          | 官衔          |
| -------------------- | ----------------------------- | ------------- |
| 前任： 喬誥 上海举人 | 明朝东莞县知县 嘉靖四十一年任 | 繼任： 杨守仁 |